# Die große Pleite
Die große Pleite ist ein US-amerikanisches Filmdrama aus dem Jahr 1932 von William Dieterle mit Ruth Chatterton und George Brent in den Hauptrollen. Der Pre-Code-Film wurde von First National Pictures produziert und basiert auf dem 1932 veröffentlichten Roman Children of Pleasure von Larry Barretto.

## Handlung
Die USA am Ende der 1920er Jahre. Um an Insiderinformationen für ihren Ehemann Geoffrey Gault zu kommen, flirtet Linda Gault mit Börsenspekulanten der Wall Street. Ihre Affäre mit dem Banker John Fair hat sie beendet, dennoch bittet Geoffrey sie, ihn an diesem Abend noch einmal auszuhorchen. Fair ist misstrauisch und weicht ihren Fragen aus. Um ihr Versagen vor Geoffrey zu verschleiern, erzählt Linda ihm, dass laut Fair der Börsenmarkt einen Aufschwung habe.
Kurz darauf kommt es zum Börsencrash. Auch die Gaults verlieren ihr Vermögen. Aus Angst vor Armut, die sie schon in ihrer Kindheit erlebt hat, reist Linda mit einem Kreditbrief auf die Bermudas. Dort will sie auf Geoffrey warten, der sich von dem Schock erst erholen muss. Auf Bermuda lernt Linda den australischen Schafzüchter Ronnie Sanderson kennen, der sich in sie verliebt. Er bittet sie, mit ihm nach New York zu gehen, die Scheidung einzureichen und ihn zu heiraten. Erst als Linda erfährt, dass Geoffrey vollkommen mittellos ist, willigt sie ein. 
Lindas Dienerin Celeste hat ihre Perlenkette gestohlen und versetzt, um damit die Schulden ihres Freundes zu begleichen. Nun ist auch Linda mittellos, daher nimmt sie eine Stelle als Verkäuferin an, um die Scheidung von Geoffrey zu finanzieren. Ronnie bietet ihr an, alles zu bezahlen, wenn sie noch an diesem Abend mit ihm nach Australien geht. Auf dem Weg zum Schiff begegnet ihr Geoffrey, der sich von ihr verabschieden will. Linda erkennt, dass Geoffrey sie aufrichtig liebt, und entscheidet sich, bei ihrem Mann zu bleiben.

## Produktion

### Hintergrund
Gedreht wurde der Film in den Warner-Studios in Burbank.

### Stab
Jack Okey oblag die künstlerische Leitung. Orry-Kelly war für das Kostümbild zuständig. Leo F. Forbstein dirigierte das Vitaphone-Orchester. 

### Besetzung
In kleinen nicht im Abspann erwähnten Nebenrollen traten Herman Bing, Allan Lane und Helen Vinson auf. 

## Synchronisation
Die deutsche Synchronfassung entstand 1992 im Auftrag der Magma Synchron GmbH in Berlin unter der Dialogregie von Max Willutzki, der auch das Dialogbuch schrieb.
| Rolle            | Schauspieler    | Deutscher Synchronsprecher |
| ---------------- | --------------- | -------------------------- |
| Linda Gault      | Ruth Chatterton | Alexandra Lange            |
| Geoffrey Gault   | George Brent    | Rüdiger Bahr               |
| Marcia Peterson  | Lois Wilson     | Eva Kryll                  |
| Ronnie Sanderson | Paul Cavanagh   | Jaecki Schwarz             |
| John Fair        | Henry Kolker    | Eric Vaessen               |
| Arthur Pringle   | Hardie Albright | Ingo Albrecht              |
| Hodge            | Ivan F. Simpson | Krikor Melikyan            |

## Veröffentlichung
In der Bundesrepublik Deutschland wurde der Film am 3. November 1997 im deutschen Fernsehen ausgestrahlt.

## Kritiken
Das Lexikon des internationalen Films schrieb: „Ein langweiliges Melodram Dieterles mit einer tölpelhaften weiblichen Hauptrolle, entstanden im Gefolge der Scheidung Ruth Chattertons und ihrer anschließenden Heirat mit George Brent.“
Die Filmzeitschrift Cinema befand: „Schwerfällig geratener High-Society-Streifen.“
Mordaunt Hall von der The New York Times befand, der Film sei trotz Ruth Chattertons effektiver Darstellung und Willian Dieterles fähiger Regie ein kaum  anregendes Stück Filmarbeit.